# 阿加扎诺
阿加扎诺（義大利語：Agazzano），是意大利皮亚琴察省的一个市镇。总面积35.88平方公里，人口2082人，人口密度58.0人/平方公里（2009年）。ISTAT代码为033001。